# Until My Funerals Began
Until My Funerals Began ist eine 2007 gegründete Funeral-Doom-Band.

## Geschichte
Der in Donezk lebende Multiinstrumentalist Timur „Rumit“ Mityukov gründete Until My Funerals Began als Soloprojekt im Jahr 2007. Im darauf folgenden Jahr erschien das Debütalbum Cemeteries Flowers über Satanarsa Records. Für die Produktion des zweiten Albums erweiterte Mityukov das Projekt um den Bassisten Mykola „NGL“ Levanchuk und den Sänger Sergiy „Coroner“ Titov. Mit beiden war Mityukov zuvor in der Death-Doom-Gruppe Кровь на Алтаре (Blood upon the Altar) aktiv. Als Trio veröffentlichte Until My Funerals Began 2011 über Silent Time Noise Behind the Window sowie 2013 die eigens zum Download bereitgestellten EPs May 2, 2013 und May 2, 2014. Die weiteren Veröffentlichungen des Projektes bestritt Mityukov hingegen erneut allein, darunter das erneut über Silent Time Noise veröffentlichte Album False Horizion, das über GS Productions veröffentlichtes Split-Album In Memoriam mit Abysmal Growls of Despair und In Lacrimaes et Dolor und diverse Download-Veröffentlichungen.

## Stil
Die Musik von Until My Funerals Began wird dem Funeral Doom zugerechnet. Das Webzine Doom-Metal.com beschreibt die Musik des Projektes als äußerst depressive Variante in der Tradition populärer Interpreten wie Funeral, Thergothon, Longing for Dawn, Lake of Depression und Remembrance. Indes benennt Mityukov My Dying Bride als zentralen Einfluss und veröffentlichte mehrere Coverversionen bekannter Stücke der Band.
Die Musik von Until My Funerals Began orientiere sich am klassischen Funeral Doom aus „monolithischen Schlagzeugspiel, hypnotischen Riffing und monumentalen Growling“. Eine schwere und kalte Atmosphäre, in der Melancholie und Dark-Ambient-Soundflächen als bestimmend wahrgenommen werden, wird dem Projekt zugesprochen. Als ungewöhnlich im Genre und damit charakteristisch für Until My Funerals Began wird die Form der Verwendung des Synthesizers hervorgehoben. Diese stünde dabei dem Krautrock nahe. „Obwohl ein Keyboard, das orgelartige Klänge und zarte Klavierspuren erzeugt, im Funeral Doom nicht sonderlich neu ist dient das Keyboard hier dazu, in den Songs die bestmögliche raumfüllende Atmosphäre zu produzieren.“

## Diskografie
- 2008: Cemeteries Flowers (Album, Satanarsa Records)
- 2011: Behind the Window (Album, Silent Time Noise)
- 2013: May 2, 2013 (Download-EP, Selbstverlag)
- 2013: False Horizon (Album, Silent Time Noise)
- 2014: May 2, 2014 (Download-EP, Selbstverlag)
- 2014: In Memoriam (Split-Album mit Abysmal Growls of Despair und In Lacrimaes et Dolor, GS Productions)
- 2015: Wreckage of My Flesh (Download-Single, My-Dying-Bride-Cover, Selbstverlag)
- 2015: And Again May 2 (Download-EP, Selbstverlag)
- 2015: Mad Architect (Download-Single, Selbstverlag)
- 2020: Ad Cenerem (Split-Album mit In Lacrimaes et Dolor und Sepultus Est, GS Productions)
- 2020: Traitor (Album, GS Productions)